# 유객
《유객》은 야설록의 작품으로 1995년 12월 1일, 도서출판 뫼에서 출간되었다.

## 작품 개요
야설록이 과거 자신의 작품을 재간하는 동시에 이름도 바꿔 낸 작품이다. 역적 누명을 쓴 대장군 추용방(秋龍邦)의 셋째 아들 추소야(秋小爺)는 역적의 자식들을 모아놓은 천우뇌원(天宇牢院)에 들어가게 된다. 그 이후로 펼쳐지는 추소야의 일대기를 그렸다.

## 등장인물
- 추소야(秋小爺)
- 옥미림(玉薇林)
- 냉풍(冷風)
- 합돈(合豚)
- 소석(蘇石), 방인(方仁), 유운(柳雲)
- 헌원령(軒轅玲)
- 손북두(孫北斗)

## 연결권 서지정보
| 제목   | 저자   | 출판사      | 출간일     | 페이지 | 판형 | ISBN-10    | ISBN-13       |
| 유객 1 | 야설록 | 도서출판 뫼 | 1995-12-01 | 298    | A5   | 8980510977 | 9788980510979 |
| 유객 2 | 야설록 | 도서출판 뫼 | 1995-12-01 | 298    | A5   | 8980510985 | 9788980510986 |
| 유객 3 | 야설록 | 도서출판 뫼 | 1995-12-01 | 298    | A5   | 8980510993 | 9788980510993 |
| 유객 4 | 야설록 | 도서출판 뫼 | 1995-12-01 | 298    | A5   | 8980511000 | 9788980511006 |

## 같이 보기
- 무협
- 무협 소설